# سوسن سوري نابلسي
السوسن السوري النابلسي (باللاتينية: Iris lortetii var. samariae) أو السوسن السامري (باللاتينية: Iris samariae Dinsm.) (نسبة إلى منطقة السامرة التي توازي منطقة نابلس اليوم) هو ضرب من نوع السوسن السوري من الفصيلة السوسنية.

## الموئل والانتشار
ينتشر في بلاد الشام.